# 米埃特堡

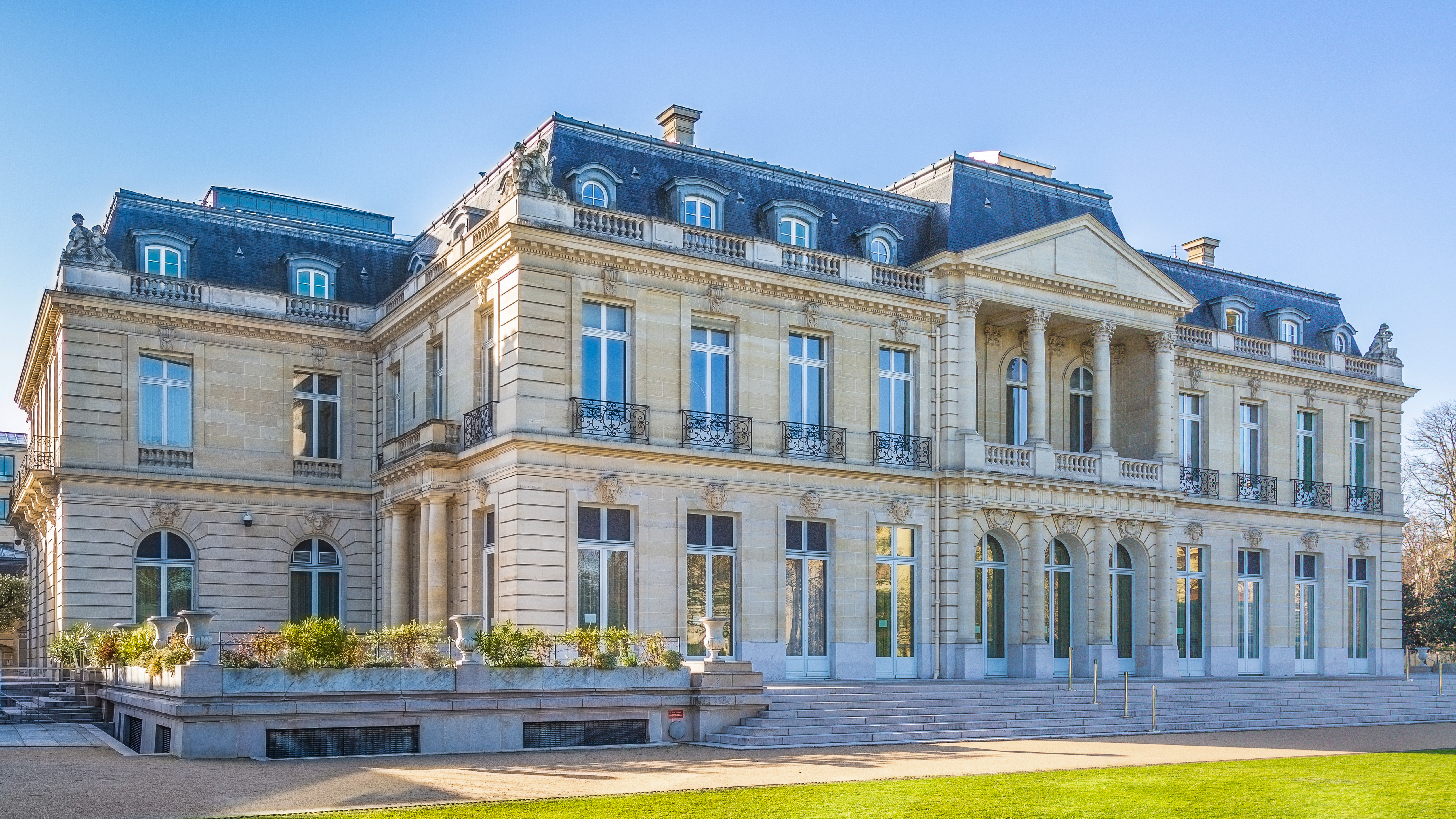
米埃特堡外景

48°51′41″N 2°16′10″E / 48.86139°N 2.26944°E
米埃特堡（直译：「犬舍城堡」）是法國首都巴黎的一座城堡，靠近布洛涅林苑。路易十六曾經居住在這座城堡內。1920年，舊的城堡被拆除，以修建新建築。現在這座城堡是經濟合作暨發展組織總部。

## 外部連結
- Organisation for Economic Co-operation and Development （页面存档备份，存于）